# Dino Merlin
Edin Dervišhalidović (umetniško ime Dino Merlin), bosanski pevec, * 12. september 1962, Sarajevo, Jugoslavija.
Dino Merlin je uveljavljen glasbenik na območju nekdanje Jugoslavije. Leta 1983 je ustanovil glasbeno skupino Merlin, s katero je izdal pet albumov, po letu 1991 pa samostojno še osem albumov. Med drugim je zastopal BiH na Eurosongu 2011 in 1999.

## Diskografija

### S skupino Merlin
- Kokuzna vremena (1985)
- Teško meni sa tobom (a još teže bez tebe) (1986)
- Merlin (1987)
- Nešto lijepo treba da se desi (1989)
- Peta strana svijeta (1990)

### Solo albumi
- Moja bogda sna (1993)
- Fotografija (1995)
- Live: Vječna vatra (1999)
- Sredinom (2000)
- Burek (2004)
- Live Koševo 2004 (2005)
- Ispočetka (2008)
- Hotel Nacional (2014)
- Mi (2025)